# 米哈伊·馬科維
米哈伊·馬科維（羅馬尼亞語：Mihai Macovei；1986年10月29日—）是一位羅馬尼亞橄欖球運動員。他是羅馬尼亞國家橄欖球隊的一員，代表羅馬尼亞參加了2015年世界盃橄欖球賽。